# Joel Roth
Joel Roth, né le 8 janvier 1999, est un coureur cycliste suisse, spécialiste de VTT cross-country.

## Palmarès en VTT

### Championnats du monde
- Cairns 2017
  -  Champion du monde du relais mixte
  -  Médaillé d'argent du cross-country juniors
- Mont Saint-Anne 2019
  -  Champion du monde du relais mixte
- Leogang 2020
  -  Médaillé de bronze du cross-country espoirs
- Val di Sole 2021
  -  Médaillé de bronze du cross-country espoirs

### Coupe du monde
- Coupe du monde de VTT cross-country espoirs
  - 2021 : 3e du classement général

- Coupe du monde de VTT cross-country élites
  - 2022 : 25e du classement général
  - 2023 : 26e du classement général
  - 2024 : 33e du classement général

- Coupe du monde de VTT cross-country short track
  - 2023 : 30e du classement général
  - 2024 : 35e du classement général

### Championnats d'Europe
- 2017
  -  Champion d'Europe de relais mixte
- 2019
  -  Champion d'Europe de relais mixte
- 2020
  -  Champion d'Europe de cross-country espoirs
- 2021
  -  Champion d'Europe de cross-country espoirs

### Championnats nationaux
- 2020
  -  Champion de Suisse de cross-country espoirs

## Récompenses
- Meilleur espoir suisse de l'année : 2021